# Anggisu Barbosa
Anggisu Barbosa (Dili, Indonesia; 16 de marzo de 1993) es un futbolista de Timor Oriental que juega la posiciones de centrocampista y delantero y que actualmente milita en el Boavista de la Liga Futebol Amadora.

## Carrera

### Club
| Periodo   | Club              |
| --------- | ----------------- |
| 2008–2013 | FC Porto Taibesi  |
| 2014–2015 | Sriracha FC       |
| 2016      | Pattaya City FC   |
| 2017      | AS Académica      |
| 2018–2020 | Atlético Ultramar |
| 2020-     | Boavista          |

### Selección nacional
Debutó con Timor Oriental en 2008 a los 15 años y 217 días, siendo el segundo jugador más joven en debutar con la selección mayor. Su primer gol lo anotó el 19 de octubre del mismo año en el empate 2-2 ante Camboya en Nom Pen por la clasificación para la Copa Suzuki AFF 2008, el que fue el primer partido de Timor Oriental donde no perdió.

## Logros

### Club
Atlético Ultramar
- Taça 12 de Novembro (1): 2018